# Német nemzetiségi járás
A Német nemzetiségi járás (oroszul Немецкий национальный район, németül Nationalkreis Halbstadt) Oroszország egyik járása az Altaji határterületen. Székhelye Gelbstadt.

A Német nemzetiségi járás az Altaji határterületen

## Népesség
- 2002-ben 20 598 lakosa volt, melyből 12 212 (59,3%) orosz, 6 541 (31,8%) német, 1 096 (5,3%) ukrán, 135 tatár, 134 fehérorosz, 79 örmény, 76 kazah, 36 bolgár.
- 2010-ben 17 669 lakosa volt.